# Бранчвілл (Нью-Джерсі)
Бранчвілл (англ. Branchville) — місто (англ. borough) в США, в окрузі Сассекс штату Нью-Джерсі. Населення — 791 особа (2020).

## Географія
Бранчвілл розташований за координатами 41°8′50″ пн. ш. 74°44′57″ зх. д. / 41.14722° пн. ш. 74.74917° зх. д. (41.147239, -74.749033).  За даними Бюро перепису населення США в 2010 році місто мало площу 1,55 км², з яких 1,53 км² — суходіл та 0,02 км² — водойми.

## Демографія
Згідно з переписом 2010 року, у селищі мешкала 841 особа в 364 домогосподарствах у складі 221 родини. Було 386 помешкань
Расовий склад населення:
| - 96,4 % — білих - 1,1 % — азіатів - 0,4 % — корінних американців - 0,4 % — чорних або афроамериканців |

До двох чи більше рас належало 1,3 %. Частка іспаномовних становила 3,9 % від усіх жителів.
За віковим діапазоном населення розподілялося таким чином: 22,8 % — особи молодші 18 років, 60,4 % — особи у віці 18—64 років, 16,8 % — особи у віці 65 років та старші. Медіана віку мешканця становила 42,8 року. На 100 осіб жіночої статі у селищі припадало 95,1 чоловіків;  на 100 жінок у віці від 18 років та старших — 91,4 чоловіків також старших 18 років.
Середній дохід на одне домашнє господарство  становив 70 422 долари США (медіана — 67 308), а середній дохід на одну сім'ю — 79 762 долари (медіана — 73 438). За межею бідності перебувало 6,7 % осіб, у тому числі 4,6 % дітей у віці до 18 років та 6,3 % осіб у віці 65 років та старших.
Цивільне працевлаштоване населення становило 351 осіб. Основні галузі зайнятості: освіта, охорона здоров'я та соціальна допомога — 17,4 %, роздрібна торгівля — 14,2 %, мистецтво, розваги та відпочинок — 12,5 %, будівництво — 12,0 %.